# Myxexoristops abietis
Myxexoristops abietis är en tvåvingeart som beskrevs av Herting 1964. Myxexoristops abietis ingår i släktet Myxexoristops och familjen parasitflugor. Arten är reproducerande i Sverige. Inga underarter finns listade i Catalogue of Life.